# World Heavyweight Wrestling Championship
Il World Heavyweight Wrestling Championship è stato il primo titolo nella storia del wrestling, creato nel 1905 per eleggere il miglior lottatore di Catch wrestling al mondo.
La linea cronologica del titolo, così come i suoi successori una volta cessato, non sono molto chiari, dal momento che il titolo fu messo in palio in numerose promozioni e in diversi eventi non affiliati , fino alla formazione della National Wrestling Alliance nel 1948. Gli ultimi regni sono inoltre riconosciuti dalla NWA come parte dell'NWA World Heavyweight Championship.
Il primo campione è stato Georg Hackenschmidt, che ha vinto ufficialmente il titolo il 4 maggio 1905

## Storia
Il campione inaugurale fu decretato attraverso un torneo, che fu vinto da Georg Hackenschmidt. Hackenschmidt nel corso di quell'anno aveva già vinto numerosi altri tornei a Parigi, Amburgo, San Pietroburgo, Elberfeld e Berlino. Aveva inoltre vinto il titolo europeo dei pesi massimi di Lotta greco-romana contro Tom Cannon il 4 settembre 1902, a Liverpool. In Europa era riconosciuto come World Heavyweight Champion già il 30 gennaio 1904, quando sconfisse Ahmed Madrali; fu riconosciuto come campione anche in Nordamerica un anno dopo, il 4 maggio 1905, quando sconfisse Tom Jenkins, detentore dell'American Heavyweight Championship, a New York.
Frank Gotch vinse il titolo contro Hackenschmidt il 3 aprile 1908, mantenendolo per cinque anni fino al suo ritiro il 1º aprile 1913. Il suo è il sesto regno più longevo.
Dopo il ritiro di Gotch, Joe Stecher sconfisse Charlie Cutler, detentore dell'American Heavyweight Championship, per essere riconosciuto come campione mondiale, il primo successivo a Gotch. Dopo la sconfitta di Stecher per count out in favore di Johan Olin, quest'ultimo si proclamò campione del mondo, iniziando a difendere una sua versione non ufficiale del titolo. Ed Lewis sconfisse Olin e iniziò a scambiare il titolo con Wladek Zbyszko in più occasioni tra il 1917 e il 1919, rendendo Lewis un due volte campione e Zbyszko un tre volte campione, seppur entrambi non ufficiali.
Il 15 aprile 1925, Stanislaus Zbyszko sconfisse il precedente campione ufficiale Wayne Munn, vincendo il titolo. Nonostante ciò Munn continuò ad essere riconosciuto come campione mondiale in Michigan e in Illinois. Ed Lewis sconfisse successivamente Munn il 2 febbraio 1928, conquistando il World Heavyweight Wrestling Championship, nella sua versione riconosciuta nei due stati. Il titolo ufficiale fu invece vinto da Stetcher, per poi procedere all'unificazione quando Lewis sconfisse Stetcher il 21 febbraio 1928.
Gus Sonnenburg vinse il titolo da Lewis il 4 gennaio 1929, ma la National Boxing Association ritirò il suo riconoscimento al titolo mondiale in seguito ad alcune mancate difese di Sonnenburg.
Lewis vinse il titolo nuovamente il 13 aprile 1931, mentre era ancora detentore dell'AWA World Heavyweight Championship (nella sua versione non ufficiale, riconosciuta nel territorio di Boston), ma perse questo titolo per squalifica contro Henri Deglane il 4 maggio 1931 a Montréal. In seguito a questa sconfitta, la considerazione di campione mondiale di Lewis ne risentì, nonostante fosse ancora in possesso del titolo. Lewis sconfisse Wladek Zbyszko (che pur non essendo in possesso del titolo era considerato dalla maggior parte del pubblico il vero campione mondiale) il 2 novembre 1931, mettendo fine alle polemiche. Successivamente vinse anche il New York State Athletic Commission World Heavyweight Championship, allora vacante, sconfiggendo Jack Sherry il 10 ottobre 1932.
Danno O'Mahony vinse il titolo sconfiggendo Lewis il 30 luglio 1935. Successivamente O'Mahony vinse anche il New York State Athletic Commission World Heavyweight Championship e l'AWA World Heavyweight Championship, diventando Undisputed. Dick Shikat sconfisse O'Mahony il 2 marzo 1936 a New York, ma la AWA continuò a riconoscere O'Mahony come campione, facendo venir meno la natura del titolo di campione indiscusso.
Ali Baba vinse il titolo il 25 aprile 1936, ma il The New York Times annunciò che il cambio di titolo non sarebbe stato riconosciuto dalla New York Athletic Commission, che invece indisse un altro incontro per il titolo tra Baba e Shikat il 5 maggio 1936 al Madison Square Garden. Baba vinse la contesa e venne riconosciuto come World Heavyweight Championship.
Jim Londos vinse il titolo il 18 novembre 1938, decidendo di ritirarlo il 28 gennaio 1946, giorno del suo match di ritiro contro Lord Albert Mills.
Il 21 maggio 1952 Lou Thesz riattivò il titolo, unificando il National Wrestling Association World Heavyweight Championship (che aveva vinto il 20 luglio 1948 sconfiggendo Bill Longson), il NWA World Championship (che gli era stato assegnato il 27 novembre 1949) e la versione riconosciuta a Los Angeles di quest'ultimo, vinta il 21 maggio 1952, sconfiggendo Michele Leone.
Dopo un breve regno di Billy Watson, Thesz riconquistò il titolo il 9 novembre 1956, per poi essere sconfitto per squalifica da Édouard Carpentier il 14 giugno 1957 a Chicago. La NWA non riconobbe il cambio di titolo, sostenendo che non poteva passare di mano per squalifica, ma Carpentier fu comunque riconosciuto ad Omaha e a Boston, e successivamente anche dalla Worldwide Wrestling Association di Los Angeles. Con questa ultima divisione, il titolo mondiale non fu mai più unificato: la versione di Omaha del titolo fu successivamente accorpata nell'AWA World Heavyweight Championship.
Il titolo fu ritirato in maniera non ufficiale il 24 luglio 1957 e la sua eredità fu raccolta dal NWA World Heavyweight Championship.

## Albo d'oro
Ci sono stati un totale di 28 regni, più tre regni vacanti. Il primo campione è stato Georg Hackenschmidt, che ha vinto il titolo il 4 Maggio 1905 sconfiggendo Tom Jenkins a New York, il titolo è rimasto attivo per i successivi 51 anni con l'ultimo regno ufficiale iniziato il 9 Novembre 1956.
Ed Lewis detiene il record di regni con quattro e anche quello di giorni combinati da campione con 3.073, mentre Jim Londos detiene il record per il regno più lungo con 2.628. Stanislaus Zbyszko detiene invece il record del regno più corto con 45 giorni ma anche quello di campione più anziano, avendo vinto il titolo all'età di 46 anni e 15 giorni, mentre il campione più giovane è Joe Stecher che ha vinto il titolo all'età di 22 anni e 103 giorni.
L'ultimo regno è conteso tra Lou Thesz e Édouard Carpentier. Tutti i match vennero ospitati agli House Show.
| Legenda  |                                                                               |
| -------- | ----------------------------------------------------------------------------- |
| #        | Indica il numero del regno titolato                                           |
| Regno    | Viene indicato il numero del regno del campione                               |
| Data     | La data in cui il titolo è stato vinto                                        |
| Località | Indica il luogo in cui il titolo è stato vinto                                |
| Note     | Indica notizie particolari riguardanti i cambi di titolo o altre informazioni |

| #  | Campione             | Regno | Data              | Giorni  | Località                   | Note |
| -- | -------------------- | ----- | ----------------- | ------- | -------------------------- | --- |
| 1  | Georg Hackenschmidt  | 1     | 4 Maggio 1905     | 1.065   | New York City, New York    | Hackenschmidt ha vinto un torneo mondiale per diventare il Primo Campione, oltre al titolo europeo di lotta greco-romana dei pesi massimi. Vinse il World Heavyweight Championship il 30 gennaio 1904 a Londra sconfiggendo Ahmed Madrali. Il 4 Maggio 1905 sconfisse anche il campione americano, Tom Jenkins,per diventare il World Heavyweight Champion riconosciuto anche in Nord America. |
| 2  | Frank Gotch          | 1     | 3 Aprile 1908     | 1.824   | Chicago, Illinois          | Gotch difese il titolo per cinque anni prima del 1 Aprile 1913. |
| -  | Vacante              |       | 1 Aprile 1913     | -       | Kansas City, Missouri      | Vacante a causa del ritiro di Gotch. |
| 3  | Americus             | 1     | 13 marzo 1914     | 55      | Kansas City, Missouri      | Al suo ritiro, Gotch suggerì che il titolo venisse riassegnato in un incontro tra Gus Schonelein (noto come Americus) e Fred Beell. Schonelein vinse lo spareggio. |
| 4  | Stanislaus Zbyszko   | 1     | 7 maggio 1914     | 147-176 | Kansas City, Missouri      | |
| -  | Vacante              |       | ottobre 1914      | -       |                            | Il titolo fu reso vacante da Zbyszko in seguito al suo arruolamento nell'esercito austro-ungarico. |
| 5  | Charlie Cutler       | 1     | 8 gennaio 2015    | 178     | ???                        | Cutler si assegnò il titolo dopo aver sconfitto Dr. Benjamin Roller per l'American Heavyweight Championship. |
| 6  | Joe Stecher          | 1     | 5 Luglio 1915     | 644     | Omaha, Nebraska            | Stecher sconfisse Charlie Cutler per diventare il primo Indiscusso World Heavyweight Champion riconosciuto dopo il ritiro di Gotch. |
| †  | Johan Olin           | 1     | 11 dicembre 1916  | 142     | Springfield, Massachusetts | Sconfisse Stecher per count-out, cambio di titolo non riconosciuto |
| 7  | Earl Caddock         | 1     | 9 Aprile 1917     | 1.026   | Omaha, Nebraska            | Sconfisse Stecher per il titolo |
| †  | Ed Lewis             | 1     | 2 maggio 1917     | 34      | Chicago, Illinois          | Sconfigge Olin per il titolo non ufficiale, il regno non è riconosciuto |
| †  | Wladek Zbyszko       | 1     | 5 giugno 1917     | 29      | San Francisco, California  | Sconfigge Lewis per il titolo non ufficiale |
| †  | Ed Lewis             | 2     | 4 luglio 1917     | 625     | Chicago, Illinois          | Sconfigge Zbyszko per il titolo non ufficiale |
| †  | Wladek Zbyszko       | 2     | 22 dicembre 1917  | 148     | New York City, New York    | Sconfigge Lewis per il titolo non ufficiale, che però continuerà a riconoscersi campione. Caddock sconfisse Zbyszko per riunificare all'interno del titolo ufficiale quello creato da Olin e detenuto da Zbyszko, ma quest'ultimo continuerà a considerarsi campione. Lewis sconfisse Zbyszko per riunificare il titolo non ufficiale creato da Olin. Caddock, detentore del titolo ufficiale, sconfigge Lewis per la riunificazione completa, ma Lewis continua a difendere il titolo.                                                                          |
| †  | Wladek Zbyszko       | 3     | 21 marzo 1919     | 59      | New York City, New York    | Sconfigge Lewis per il titolo non ufficiale |
| †  | Joe Stecher          | 2     | 19 maggio 1919    | 256     | Louisville, Kentucky       | Sconfigge Zbyszko per il titolo non ufficiale. |
| 8  | Joe Stecher          | 2(3)  | 30 Gennaio 1920   | 318     | New York City, New York    | Sconfigge Caddock per riunificare il titolo di Olin e quello di Caddock. Quello di Caddock viene riconosciuto come regno ufficiale, quindi il regno è riconosciuto a partire dal 30 gennaio 1920. |
| 9  | Ed Lewis             | 1(3)  | 13 Dicembre 1920  | 144     | New York City, New York    | |
| 10 | Stanislaus Zbyszko   | 2     | 6 Maggio 1921     | 301     | New York City, New York    | |
| 11 | Ed Lewis             | 2(4)  | 3 Marzo 1922      | 1.042   | Wichita, Kansas            | |
| 12 | Wayne Munn           | 1     | 8 Gennaio 1925    | 97      | Wichita, Kansas            | |
| 13 | Stanislaus Zbyszko   | 3     | 15 Aprile 1925    | 45      | Filadelfia, Pennsylvania   | Nonostante Zbyszko avesse sconfitto Munn, Munn continuò ad essere riconosciuto come World Heavyweight Champion in Michigan e Illinois. |
| 14 | Joe Stecher          | 3(4)  | 30 Maggio 1925    | 997     | St. Louis, Missouri        | |
| 15 | Ed Lewis             | 3(5)  | 21 Febbraio 1928  | 318     | St. Louis, Missouri        | Lewis era già detentore della versione del titolo riconosciuta in Michigan e Illinois, il 21 febbraio 1928 sconfigge Stecher per diventare il campione indiscusso. |
| 16 | Gus Sonnenberg       | 1     | 4 Gennaio 1929    | 705     | Boston, Massachusetts      | La National Boxing Association smette di riconoscere il titolo per alcune mancate difese da parte di Sonneberg nel 1929. |
| 17 | Ed Don George        | 1     | 10 Dicembre 1930  | 124     | Los Angeles, California    | |
| 18 | Ed Lewis             | 4(6)  | 13 Aprile 1931    | 1.569   | Los Angeles, California    | Lewis perse l'AWA World Heavyweight Championship (versione di Boston) per squalifica contro Henri Deglane, ma venne ancora riconosciuto come World Heavyweight Championship in California e in Illinois. Lewis ha anche sconfitto il primo contendente al titolo, Wladek Zbyszko (considerato da molti come il vero campione del Mondo) il 2 Novembre a Chicago, per essere riconosciuto come il vero campione. Inoltre Lewis ha vinto il New York State Athletic Commission World Heavyweight Championship, quando ha sconfitto Jack Sherry il 10 Ottobre 1932. |
| 19 | Danno O'Mahoney      | 1     | 30 Luglio 1935    | 216     | Boston, Massachusetts      | O'Mahoney sconfisse Jim Londos, che aveva unificato il New York State Athletic Commission World Heavyweight Championship con il National Wrestling Association World Heavyweight Championship. Inoltre vinse anche l'AWA World Heavyweight Championship (Boston version) sconfiggendo Ed Don George, (che aveva battuto Deglane il 9 Febbraio 1933), il 30 Luglio 1935 a Boston per diventare dopo quasi 7 anni l'Indiscusso campione del Mondo. |
| 20 | Dick Shikat          | 1     | 2 Marzo 1936      | 54      | New York City, New York    | |
| 21 | Ali Baba             | 1     | 25 Aprile 1936    | 48      | Detroit, Michigan          | Il 29 Aprile 1936 venne annunciato dal New York Times che Baba non sarebbe stato riconosciuto come World Heavyweight Champion. Tuttavia venne programmato subito un incontro tra Baba e Dick Shikat il 5 Maggio 1936 al Madison Square Garden, per il World Heavyweight Championship. Baba vinse l'incontro e divenne il campione Indiscusso del Mondo. |
| 22 | Dave Levin           | 1     | 12 Giugno 1936    | 109     | Newark, New Jersey         | Vittoria per squalifica, in seguito alla quale Baba non riconobbe il cambio di titolo. |
| 23 | Dean Detton          | 1     | 19 Settembre 1936 | 273     | Filadelfia, Pennsylvania   | Riconosciuto come il vero campione del Mondo dalla rivista The Ring. |
| 24 | Bronko Nagurski      | 1     | 29 Giugno 1937    | 507     | Minneapolis, Minnesota     | Riconosciuto come il vero campione del Mondo dalla rivista The Ring. |
| 25 | Jim Londos           | 1     | 18 Novembre 1938  | 2.628   | Filadelfia, Pennsylvania   | Londos si ritirò come l’Indiscusso campione del Mondo il 28 gennaio del 1946. |
| -  | Vacante              |       | 28 Gennaio 1946   |         | Denver, Colorado           | Londos disputò il suo ultimo match in questa data, sconfiggendo Lord Albert Mills |
| 26 | Lou Thesz            | 1     | 21 Maggio 1952    | 1.394   | Los Angeles, California    | Thesz unificò tre titoli per diventare l'Indiscusso World Heavyweight Champion: National Wrestling Association World Heavyweight Championship, National Wrestling Alliance World Heavyweight Championship e il Campionato Mondiale di Los Angeles. |
| 27 | Whipper Billy Watson | 1     | 15 Marzo 1956     | 239     | Toronto, Canada            | Watson vinse il titolo Indiscusso battendo per count-out Lou Thesz. |
| 28 | Lou Thesz            | 2     | 9 Novembre 1956   | 257     | St. Louis, Missouri        | Édouard Carpentier sconfisse Thesz per squalifica, ma per le regole NWA il titolo non poteva cambiare in caso di squalifica. Il cambio fu riconosciuto a Omaha e Boston. Thesz è l'ultimo in possesso del titolo unificato. |
| -  | Ritirato             |       | 24 Luglio 1957    |         | Montréal, Canada           | Il titolo venne “unificato” con l'NWA World Heavyweight Championship, che divenne l’erede del titolo. |